# Tetragnatha tonkina
Tetragnatha tonkina är en spindelart som beskrevs av Simon 1909. Tetragnatha tonkina ingår i släktet sträckkäkspindlar, och familjen käkspindlar.
Artens utbredningsområde är Vietnam. Inga underarter finns listade i Catalogue of Life.